# Mashpee
Mashpee – miasto w Stanach Zjednoczonych, w stanie Massachusetts, w hrabstwie Barnstable.